# Renault Industrie Belgique
Die Renault Industrie Belgique S.A. oder auch Renault Industrie België N.V., offiziell mit dem Akronym RIB abgekürzt, ist ein Montagewerk des Renault-Konzerns, das seinen Unternehmenssitz in Vilvoorde und dem Brüsseler Stadtteil Haren hat. Mit der Errichtung im Jahre 1931 war es das erste Werk Renaults außerhalb Frankreichs. Die hier zusammengebauten Fahrzeuge waren insbesondere für den Vertrieb innerhalb Skandinaviens, der Benelux-Staaten wie auch innerhalb Mitteleuropas bestimmt. 

## Unternehmensgeschichte

### Gründung
Das Werk wurde 1925 eröffnet.
Zu dieser Zeit wurden nur wenige tausende Einheiten pro Jahr dieser Modelle zusammengebaut. Erst mit dem Billigmodell Juvaquatre und den ebenfalls neuen Primaquatre Sport konnte das Werk einen höheren Absatz erreichen. Konkurrenten waren insbesondere Peugeot und Opel. Wobei die Montage des Juvaquatre im Jahre 1955 beendet worden ist, wurde die Konstruktion des Fahrzeuges überarbeitet und zu einem Kombinationskraftwagen überarbeitet. Im Anschluss darauf wurde das Modell als Dauphinoise neu aufgelegt. Parallel dazu wurde auch die Produktion des erfolgreichen Dauphine aufgenommen. So werden im belgischen Werk seither Achskomponenten, Auspuffe und Karosserieteile hergestellt. 

### 1960er und 1970er Jahre
In den 1960er Jahren wurde der Dauphinoise dann schließlich durch den R4 ersetzt. Im Jahre 1962 hatte Renault schließlich eine dritte Montagelinie eingerichtet. Hier rollte als erstes Modell nun der Rambler-Renault Classic vom Band, der hier bis in das Jahr 1967 hinein in allen drei Generationen für den europäischen Markt zusammengebaut wurde. Das Modell wurde unter anderem zu Werbezwecken auch in der Serie Die Fahrgäste der Buslinie U (1964) wie auch in den Filmen Die Schreihälse (1966), Trans-Europ-Express (1966) und Grüße aus Hongkong (1975) eingesetzt. Als Ersatz kam schließlich der Rebel auf dem Markt, der ebenso wie sein Vorgänger im Badge-Engineering unter doppelten Markennamen als Rambler-Renault montiert worden ist. Zur selben Zeit steigerte das Werk seine Produktion auf etwa 100.000 Einheiten pro Jahr. Ein Jahr darauf wurde der Dauphine durch den R6 ersetzt.
In den frühen 1970er Jahren beendete Renault die europäische Montage der Rambler-Renault-Modelle und setzte dafür den R12 ein. Mit der zwei Jahre später eintretenden Ölkrise hatte Renault mit seinen kompakten Fahrzeugen einen enormen Marktvorteil. Trotzdem blieb der R12 nur bis in das Jahr 1976 in der europäischen Modellpalette. Den Ersatz stellte der R14.

### 1980er Jahre bis heute
Die 1980er Jahre zeichneten sich somit ebenfalls mit der Produktion von Fahrzeugen der Kompaktklasse aus. Erst 1986 kam mit dem R21 wieder ein Modell der Mittelklasse dazu. In den 1990er Jahren folgten schließlich noch der Clio, mit welchem der längst veraltete R4 ersetzt worden war, sowie das Kompaktklassemodell Mégane, mit dem der R21 ersetzt worden ist. 
Mit der Beendigung der Endmontage von Automobilen im Jahre 1997 verloren rund 3.500 Arbeitnehmer ihren Arbeitsplatz. Diese Entscheidung sorgte für Streiks und Proteste bei der Belegschaft wie auch für politische Disputen. Unter anderem wurde das Thema der Werksschließung des belgischen Werkes in dem Krimi Fermeture de l'usine Renault à Vilvoorde, zu deutsch Schließung des Renault-Werks in Vilvoorde aus dem Jahre 1999, von dem Autor Jan Bucquoy aufgegriffen. In diesem fiktiven Werk haben protestierende Werksarbeiter die von der Schließung betroffen sind, den Renault-Vorstandsvorsitzenden Louis Schweitzer zu erpresserischen Zwecken entführt und werden diesen im Laufe des Filmes ermorden. Im tatsächlichen Leben war Louis Schweitzer noch bis 2005 der Vorstandsvorsitzende Renaults. Auch heute ist er noch am Leben.
Die im Werk Haren-Vilvoorde montierten Einheiten sind innerhalb der Fahrzeug-Identifikationsnummer an elfter Position am Buchstaben H zu identifizieren. Einen eigenen Welt-Herstellercode hat das Werk nicht besessen.
Mittlerweile hat Renault das Werk modernisiert und wieder in Betrieb genommen. Derzeit werden hier nur noch Fahrzeugteile hergestellt, welche in anderen Werken verbaut werden. Rund 500 Arbeitnehmer sind hier derzeit beschäftigt.